# Léo Aro
Leonardo Augusto Gomes Aro, noto più semplicemente come Léo Aro (Jundiaí, 14 dicembre 1983), è un ex calciatore brasiliano con passaporto italiano, di ruolo attaccante.

## Carriera
Attaccante brasiliano di origini trevigiane, gioca in diversi club brasiliani tra cui l'Internacional accanto al giovane Pato. Nell'estate del 2008 si trasferisce in prestito al Lecce, per poi fare ritorno alla società di appartenenza nella successiva finestra invernale di calciomercato, senza aver giocato un solo minuto in Serie A. Di seguito fa ritorno al Paulista, cui era già approdato nel 2005.
Nell'estate del 2009 firma per i portoghesi del Leixões. Nel 2011 si accasa nel Comercial Futebol Clube di Ribeirão Preto, poi nel 2012 passa al Marília Atlético Clube prima di approdare al Clube Esportivo de Bento Gonçalves.

## Statistiche

### Presenze e reti nei club
Statistiche aggiornate al termine della carriera.
| Stagione         | Squadra          | Campionato       | Campionato | Campionato | Coppe nazionali | Coppe nazionali | Coppe nazionali | Coppe continentali | Coppe continentali | Coppe continentali | Altre coppe | Altre coppe | Altre coppe | Totale | Totale | Totale |
| Stagione         | Squadra          | Comp             | Pres       | Reti       | Comp            | Pres            | Reti            | Comp               | Pres               | Reti               | Comp        | Pres        | Reti        | Pres   | Reti   |        |
| ---------------- | ---------------- | ---------------- | ---------- | ---------- | --------------- | --------------- | --------------- | ------------------ | ------------------ | ------------------ | ----------- | ----------- | ----------- | ------ | ------ | ------ |
| 2001             | Guarani          | A1/SP+A          | 0+19       | 0+4        | CB              | 0               | 0               | -                  | -                  | -                  | -           | -           | -           | 19     | 4      |        |
| 2002             | Guarani          | A                | 15         | 2          | CB              | 2               | 0               | -                  | -                  | -                  | RSP         | 3           | 0           | 20     | 2      |        |
| gen.-giu. 2003   | Botafogo         | A1/RJ            | 1          | 0          | CB              | 0               | 0               | -                  | -                  | -                  | -           | -           | -           | 1      | 0      |        |
| giu.-dic. 2003   | Juventude        | A                | 3          | 0          | CB              | -               | -               | -                  | -                  | -                  | -           | -           | -           | 3      | 0      |        |
| 2004             | Guarani          | A1/SP+A          | 0+4        | 0          | CB              | 0               | 0               | -                  | -                  | -                  | -           | -           | -           | 4      | 0      |        |
| 2005             | Paulista         | A1/SP+B          | 3+19       | 1+6        | CB              | 10              | 2               | -                  | -                  | -                  | -           | -           | -           | 32     | 9      |        |
| 2006             | Internacional    | A1/SP+A          | 0+11       | 0+1        | CB              | 0               | 0               | CL                 | 0                  | 0                  | CdM         | 0           | 0           | 11     | 1      |        |
| 2007             | Figueirense      | PD/SC+A          | 0+9        | 0+2        | CB              | 4               | 0               | CS                 | 1                  | 0                  | -           | -           | -           | 14     | 2      |        |
| gen.-ago. 2008   | Coritiba         | PD/SC+A          | 0+2        | 0          | CB              | 2               | 0               | -                  | -                  | -                  | -           | -           | -           | 4      | 0      |        |
| ago.-dic. 2008   | Lecce            | A                | 0          | 0          | CI              | 0               | 0               | -                  | -                  | -                  | -           | -           | -           | 0      | 0      |        |
| gen.-lug. 2009   | Paulista         | A1/SP            | 13         | 2          | -               | -               | -               | -                  | -                  | -                  | -           | -           | -           | 13     | 2      |        |
| Totale Paulista  | Totale Paulista  | Totale Paulista  | 16+19      | 3+6        |                 | 10              | 2               |                    | -                  | -                  |             | -           | -           | 45     | 11     |        |
| 2009-2010        | Leixões          | PL               | 11         | 1          | CP+CdL          | 1+1             | 0               | -                  | -                  | -                  | -           | -           | -           | 13     | 1      |        |
| feb.-mag. 2011   | Comercial-SP     | A2/SP            | 9          | 1          | -               | -               | -               | -                  | -                  | -                  | -           | -           | -           | 9      | 1      |        |
| gen.-mag. 2012   | Marília          | A3/SP+D          | 18+1       | 2+0        | -               | -               | -               | -                  | -                  | -                  | -           | -           | -           | 19     | 2      |        |
| mag.-dic. 2012   | Esportivo        | -                | -          | -          | -               | -               | -               | -                  | -                  | -                  | -           | -           | -           | 0      | 0      |        |
| gen.-ago. 2013   | Esportivo        | PD/RS            | 11         | 1          | -               | -               | -               | -                  | -                  | -                  | -           | -           | -           | 11     | 1      |        |
| Totale Esportivo | Totale Esportivo | Totale Esportivo | 11         | 1          |                 | -               | -               |                    | -                  | -                  |             | -           | -           | 11     | 1      |        |
| ago.-dic. 2013   | Bragantino       | B                | 7          | 0          | -               | -               | -               | -                  | -                  | -                  | -           | -           | -           | 11     | 1      |        |
| 2014             | Guarani          | A2/SP+C          | 0+4        | 0          | CB              | 0               | 0               | -                  | -                  | -                  | -           | -           | -           | 4      | 0      |        |
| Totale Guarani   | Totale Guarani   | Totale Guarani   | 0+42       | 0+6        |                 | 2               | 0               |                    | -                  | -                  |             | 3           | 0           | 47     | 6      |        |
| 2016             | Inter de Limeira | A3/SP            | 10         | 1          | -               | -               | -               | -                  | -                  | -                  | -           | -           | -           | 10     | 1      |        |
| 2017             | Taubaté          | A2/SP            | 9          | 1          | -               | -               | -               | -                  | -                  | -                  | -           | -           | -           | 9      | 1      |        |
| Totale carriera  | Totale carriera  | Totale carriera  | 179        | 25         |                 | 20              | 2               |                    | 1                  | 0                  |             | 3           | 0           | 203    | 27     |        |

## Palmarès

### Competizioni statali
- Campionato Paranaense: 1

Coritiba: 2008

### Competizioni nazionali
- Coppa del Brasile: 1

Paulista: 2005

### Competizioni internazionali
- Coppa del mondo per club: 1

Internacional: 2006